# SoftBank 005SH
GALAPAGOS 005SH（ガラパゴス ゼロゼロゴエスエイチ）は、シャープによって日本国内向けに開発された、ソフトバンクモバイルのSoftBank スマートフォンの一つで、W-CDMA・GSM対応横スライダー型スマートフォンである。GALAPAGOSブランドを冠するスマートフォンの一つ。

## 概要
シャープのソフトバンク向けスマートフォンとしては初めてのQWERTYキーを搭載した横スライダー機種で、ワンセグ・おサイフケータイ・赤外線通信に対応している。メイン画面は裸眼で見ることの出来る3D液晶で、待ち受け画面、静止画、動画、ワンセグを3Dで見る事ができる。カメラは3D撮影に対応しているが、カメラが単眼のため静止画のみの撮影で、1回撮影して、右へずらすと、自動的にシャッターが切れて3D静止画が生成される。

## 歴史
- 2011年2月25日 - 全国にて一斉発売。
- 2011年10月7日 - Android 2.3へのアップデートを開始。
- 2012年2月24日 - ウィルコムより、WX01Sとのセット販売を開始。

## 注
1. ↑  対応プロファイルはHFP、HSP、DUNP、A2DP、AVRCP、OPP、PBAP